# Leblebi
El leblebi es un aperitivo típico de Turquía y otros países mediorientales, que consiste en garbanzos enteros tostados. Se pueden comer solos, con sal, con especias o incluso dulces (recubiertos de azúcar o caramelo). Son crujientes, saciantes y una buena fuente de proteína y fibra. A veces se mezclan con otros frutos secos o se toman como acompañamiento del té.
A parte de Turquía, donde aparece como el lugar con más tradición, también se consume en los cuatro países levantinos, es decir, Líbano, Jordania, Palestina y Siria (en árabe: قضامة‎), así como en Grecia (στραγάλι), Bulgaria (леблебия), Armenia (լեբլեբու), Irak, Afganistán, Tayikistán e Iran (نخودچی). Un equivalente siciliano es llamado càlia, y que en algunas ciudades se consume a duo con las pepitas de calabaza (càlia e simenza). En cambio, en Túnez se consume un plato llamado leblebi, pero en este caso es un estofado o guiso de garbanzos y pan duro. En Argelia, el lablabi es un pastel elaborado con harina de garbanzos. 

## En la cultura turca
La ciudad turca de Çorum, en el centro norte de la península anatólica, es famosa por su producción de leblebi.
Atatürk, considerado como el fundador de la Turquía moderna, tuvo la costumbre de comer  leblebi con rakı. El grupo de pop turco Modern Folk Üçlüsü se ha convertido en famoso con su canción titulada Leblebi.